# 包宜鑫
包宜鑫（1992年9月29日—），現名趙婭彤，湖南株洲人，中国女子羽毛球运动员，2017年9月宣布退役。

## 簡歷

### 早年及出道
包宜鑫在湖南株洲出生，小时候因爸爸经常出差，更多时间跟妈妈一起生活。她在6岁時偶然接触到羽毛球，即對此产生浓厚兴趣；到8岁那年，父母把她送到了株洲当地的一个羽毛球教练去，开始了相对正规的羽毛球训练。
2001年，剛滿9歲的包宜鑫被選進湖南省队集訓，兩年後正式入選省队；期間，曾代表湖南省參加九运会和十运会，並在十运会贏得了女子双打和团体金牌；亦贏得過全国少年羽毛球比赛冠军、全国羽毛球交流赛团体冠军、青岛精英赛女单、女双冠军等。
2007年，15歲的包宜鑫首次跟隨中國國家羽毛球隊訓練；及至2008年，她在參加全国青年羽毛球锦标赛的團体決賽時，意外拉斷了膝盖韧带重傷，被逼離開國家隊回到家鄉療傷。經歷一段長時間的休養，包宜鑫幾乎絕跡賽場；直至2009年，國家羽毛球隊才再次徵召她參加马来西亚举行的亞洲青年羽毛球錦標賽；而她亦不負所託，與鲁恺合作在混合雙打決賽以2比0（21-15、21-19）擊敗隊友刘沛轩/夏欢，贏得冠軍。

### 2010年
2010年3月，包宜鑫再次出戰亞洲青年羽毛球錦標賽，分別夥拍区冬妮和刘成贏得女雙和混雙冠军。同年4月，她又與相同的拍檔在墨西哥瓜达拉哈拉舉行的世界青年羽毛球錦標賽，贏得女雙和混雙金牌。
9月份，包宜鑫改拍陆璐出戰中国羽毛球大师赛，在準決賽苦戰三局淘汰中華台北的名將程文欣/簡毓瑾，最後敗給隊友于洋/王晓理得到亞軍。年末，她又分別夥拍陆璐和洪炜，打進韓國黃金大獎賽的四強。

### 2011年
踏入2011年，包宜鑫被安排改與钟倩欣組對，新組合在4月舉行的亞洲羽毛球錦標賽即取得佳績，在準決賽僅負於隊友于洋/王晓理，贏得銅牌；不過，國家隊此後卻將包/钟組合拆散，包宜鑫改為與成淑搭檔，並一舉贏得了泰國公開賽亞軍和加拿大公開賽冠軍。
此後，包宜鑫又再與钟倩欣重新配對，備戰不夠兩個月便出戰日本羽毛球超級賽。然而，這對新人在不被看好的情況下竟接連擊敗三對主場出戰的日本組合，更在決賽中以2比1（13-21、25-23、21-12）反勝中華台北的程文欣/簡毓瑾，贏得二人首項超級系列賽冠軍。

### 2012年
2012年11月，钟倩欣在代表广州粤羽队出戰中國羽毛球俱樂部超級聯賽期間受重伤，无缘赛季剩余的比赛，並須赴德国接受治疗。

### 2013年
2013年7月，包宜鑫與傷愈回归的钟倩欣重新搭檔，隨即打進美國黃金大獎賽女雙決賽，最後以2比0（21-17、24-22）擊敗隊友的于小含/黄雅琼，奪得冠軍。

#### 世錦賽晉八強
2013年8月，包宜鑫參加中國廣州舉行的世界羽毛球錦標賽，分別與邱子瀚和钟倩欣出戰混合雙打及女子雙打項目。混合雙打方面，她與邱子瀚以15號種子身分出戰，在首圈輪空，但在第二圈就以0比2（16-21、19-21）不敵队友陶嘉明/汤金华出局。在女雙方面，她與钟倩欣被列為7號種子，在首圈輪空後，她們第二圈先以2比0擊敗英格蘭組合晉級；第三圈面對日本組合江藤理惠、脇田侑，亦以2比0（21-12、21-19）勝出；但至半準決賽，她們在苦戰三局下終以1比2（11-21、21-13、18-21）不敵4號種子、丹麥的卡米拉·吕特·尤尔/克里斯汀娜·彼德森，8強止步。

### 2017年宣布退役
2017年9月11日，包宜鑫在個人的新浪微博宣布退役消息。

### 2018年赴澳学习 落入俱乐部教球
2018年8月21月，包宜鑫在去年国内的全运会结束后，仅仅三天就此告别了赛场；她个人透露自己的伤病背负了太多，如：“膝盖和腰，肩膀都不太好”，也遗憾地看到局限才做出如此的决策；在微博里，原把自己的名字也改成了赵娅彤，但她表示“自己依然是那个小包几”；据悉她不仅就读湖南湘潭大学攻读法律专业，然而心中却有着一个梦想就是出国读书，在毕业前的空隙来悉尼学习英语；不过这也让她发现从一个运动员转为学生是一件不容易的事情，凡是都要亲力亲为；为了要应付澳大利亚的高额物价，勤工俭学的她还会去当地的羽毛球俱乐部教球，同时得到所需的生活费；此前就有媒体爆料说：“包宜鑫将会加盟澳大利亚国家队担任教练”引起关注，但她个人表态说：“我在悉尼只是单纯的想体验国外的生活并学习语言，现在的我只是在一个普通的羽毛球俱乐部教一些学员打球，澳大利亚国家队在哪训练我都不知道！”，事后中国羽协方面也还未对此事做出答复

## 主要比賽成績
只列出曾進入準決賽的國際賽事成績：
| 年份   | 賽事                       | 公開賽級別 | 項目     | 拍檔   | 成績   |
| ------ | -------------------------- | ---------- | -------- | ------ | ------ |
| 2009年 | 亞洲青年羽毛球錦標賽       | 其他       | 混合雙打 | 鲁恺   | 金牌   |
| 2009年 | 世界青年羽毛球錦標賽       | 其他       | 混合團體 | －     | 金牌   |
| 2009年 | 世界青年羽毛球錦標賽       | 其他       | 混合雙打 | 鲁恺   | 銅牌   |
| 2010年 | 亞洲青年羽毛球錦標賽       | 其他       | 混合雙打 | 刘成   | 金牌   |
| 2010年 | 世界青年羽毛球錦標賽       | 其他       | 混合團體 | －     | 金牌   |
| 2010年 | 世界青年羽毛球錦標賽       | 其他       | 女子雙打 | 区冬妮 | 金牌   |
| 2010年 | 世界青年羽毛球錦標賽       | 其他       | 混合雙打 | 刘成   | 金牌   |
| 2010年 | 中國羽毛球大師賽           | 超級賽     | 女子雙打 | 陆璐   | 亞軍   |
| 2010年 | 韓國羽毛球大獎賽           | 大獎賽     | 女子雙打 | 陆璐   | 準決賽 |
| 2010年 | 韓國羽毛球大獎賽           | 大獎賽     | 混合雙打 | 洪炜   | 準決賽 |
| 2011年 | 亞洲羽毛球錦標賽           | 其他       | 女子雙打 | 钟倩欣 | 銅牌   |
| 2011年 | 泰國羽毛球黃金大獎賽       | 黃金大獎賽 | 女子雙打 | 成淑   | 亞軍   |
| 2011年 | 加拿大羽毛球大獎賽         | 大獎賽     | 女子雙打 | 成淑   | 冠軍   |
| 2011年 | 日本羽毛球超級賽           | 超級賽     | 女子雙打 | 钟倩欣 | 冠軍   |
| 2011年 | 印尼羽毛球黃金大獎賽       | 黃金大獎賽 | 女子雙打 | 钟倩欣 | 亞軍   |
| 2011年 | 印尼羽毛球黃金大獎賽       | 黃金大獎賽 | 混合雙打 | 何汉斌 | 冠軍   |
| 2011年 | 碧特博格羽毛球黃金大獎賽   | 黃金大獎賽 | 混合雙打 | 何汉斌 | 準決賽 |
| 2012年 | 馬來西亞羽毛球超級賽       | 超級賽     | 女子雙打 | 钟倩欣 | 準決賽 |
| 2012年 | 瑞士羽毛球黃金大獎賽       | 黃金大獎賽 | 女子雙打 | 钟倩欣 | 亞軍   |
| 2012年 | 瑞士羽毛球黃金大獎賽       | 黃金大獎賽 | 混合雙打 | 何汉斌 | 準決賽 |
| 2012年 | 亞洲羽毛球錦標賽           | 其他       | 女子雙打 | 钟倩欣 | 銀牌   |
| 2012年 | 印度羽毛球超級賽           | 超級賽     | 女子雙打 | 钟倩欣 | 亞軍   |
| 2012年 | 印度尼西亞羽毛球首要超級賽 | 首要超級賽 | 女子雙打 | 钟倩欣 | 準決賽 |
| 2012年 | 新加坡羽毛球超級賽         | 超級賽     | 女子雙打 | 钟倩欣 | 冠軍   |
| 2012年 | 中國羽毛球大師賽           | 超級賽     | 女子雙打 | 钟倩欣 | 冠軍   |
| 2012年 | 丹麥羽毛球首要超級賽       | 首要超級賽 | 女子雙打 | 钟倩欣 | 準決賽 |
| 2012年 | 法國羽毛球超級賽           | 超級賽     | 女子雙打 | 钟倩欣 | 準決賽 |
| 2012年 | 法國羽毛球超級賽           | 超級賽     | 混合雙打 | 邱子瀚 | 亞軍   |
| 2012年 | 香港羽毛球超級賽           | 超級賽     | 女子雙打 | 汤金华 | 準決賽 |
| 2013年 | 馬來西亞羽毛球超級賽       | 超級賽     | 女子雙打 | 田卿   | 冠軍   |
| 2013年 | 印尼羽毛球首要超級賽       | 首要超級賽 | 女子雙打 | 成淑   | 冠軍   |
| 2013年 | 美國羽毛球黃金大獎賽       | 黃金大獎賽 | 女子雙打 | 钟倩欣 | 冠軍   |
| 2013年 | 日本羽毛球超級賽           | 超級賽     | 混合雙打 | 刘成   | 準決賽 |
| 2013年 | 荷蘭羽毛球大獎賽           | 大獎賽     | 女子雙打 | 汤金华 | 冠軍   |
| 2013年 | 丹麥羽毛球首要超級賽       | 首要超級賽 | 女子雙打 | 汤金华 | 冠軍   |
| 2013年 | 法國羽毛球超級賽           | 超級賽     | 女子雙打 | 汤金华 | 冠軍   |
| 2013年 | 中國羽毛球首要超級賽       | 首要超級賽 | 女子雙打 | 钟倩欣 | 亞軍   |
| 2013年 | 香港羽毛球超級賽           | 超級賽     | 女子雙打 | 汤金华 | 冠軍   |
| 2013年 | 香港羽毛球超級賽           | 超級賽     | 混合雙打 | 刘成   | 亞軍   |
| 2013年 | 澳門羽毛球黃金大獎賽       | 黃金大獎賽 | 女子雙打 | 汤金华 | 冠軍   |
| 2014年 | 韓國羽毛球超級賽           | 超級賽     | 女子雙打 | 汤金华 | 冠軍   |
| 2014年 | 韓國羽毛球超級賽           | 超級賽     | 混合雙打 | 刘成   | 準決賽 |
| 2014年 | 馬來西亞羽毛球首要超級賽   | 首要超級賽 | 女子雙打 | 汤金华 | 冠軍   |
| 2014年 | 瑞士羽毛球黃金大獎賽       | 黃金大獎賽 | 女子雙打 | 汤金华 | 冠軍   |
| 2014年 | 瑞士羽毛球黃金大獎賽       | 黃金大獎賽 | 混合雙打 | 刘成   | 準決賽 |
| 2014年 | 新加坡羽毛球超級賽         | 超級賽     | 女子雙打 | 汤金华 | 冠軍   |
| 2014年 | 新加坡羽毛球超級賽         | 超級賽     | 混合雙打 | 刘成   | 準決賽 |
| 2014年 | 優霸盃                     | 其他       | 女子團體 | －     | 金牌   |
| 2014年 | 世界羽毛球錦標賽           | 其他       | 混合雙打 | 刘成   | 銅牌   |
| 2014年 | 亞洲運動會羽毛球比賽       | 其他       | 女子團體 | －     | 金牌   |
| 2014年 | 丹麥羽毛球首要超級賽       | 首要超級賽 | 混合雙打 | 刘成   | 準決賽 |
| 2014年 | 世界羽聯超級系列賽總決賽   | 首要超級賽 | 混合雙打 | 刘成   | 亞軍   |
| 2015年 | 全英羽毛球首要超級賽       | 首要超級賽 | 女子雙打 | 唐渊渟 | 冠軍   |
| 2015年 | 瑞士羽毛球黃金大獎賽       | 黃金大獎賽 | 女子雙打 | 唐渊渟 | 冠軍   |
| 2015年 | 瑞士羽毛球黃金大獎賽       | 黃金大獎賽 | 混合雙打 | 刘成   | 亞軍   |
| 2015年 | 印度羽毛球超級賽           | 超級賽     | 女子雙打 | 汤金华 | 準決賽 |
| 2015年 | 印度羽毛球超級賽           | 超級賽     | 混合雙打 | 刘成   | 冠軍   |
| 2015年 | 馬來西亞羽毛球首要超級賽   | 首要超級賽 | 混合雙打 | 刘成   | 準決賽 |
| 2015年 | 中國羽毛球大師賽           | 黃金大獎賽 | 女子雙打 | 唐渊渟 | 亞軍   |
| 2015年 | 中國羽毛球大師賽           | 黃金大獎賽 | 混合雙打 | 刘成   | 冠軍   |
| 2015年 | 澳洲羽毛球超級賽           | 超級賽     | 混合雙打 | 刘成   | 亞軍   |
| 2015年 | 世界羽毛球錦標賽           | 其他       | 混合雙打 | 刘成   | 銀牌   |
| 2015年 | 丹麥羽毛球首要超級賽       | 首要超級賽 | 混合雙打 | 刘成   | 準決賽 |
| 2015年 | 中國羽毛球首要超級賽       | 首要超級賽 | 混合雙打 | 刘成   | 準決賽 |
| 2015年 | 香港羽毛球超級賽           | 超級賽     | 混合雙打 | 刘成   | 亞軍   |
| 2016年 | 澳洲羽毛球超級賽           | 超級賽     | 女子雙打 | 陈清晨 | 冠軍   |
| 2016年 | 香港羽毛球超級賽           | 超級賽     | 女子雙打 | 于小含 | 準決賽 |
| 2017年 | 亞洲羽毛球混合團體錦標賽   | 其他       | 混合團體 | －     | 銅牌   |
| 2017年 | 全英羽毛球首要超級賽       | 首要超級賽 | 女子雙打 | 于小含 | 準決賽 |
| 2017年 | 瑞士羽毛球黃金大獎賽       | 黃金大獎賽 | 女子雙打 | 于小含 | 準決賽 |
| 2017年 | 中國羽毛球大師賽           | 黃金大獎賽 | 女子雙打 | 于小含 | 冠軍   |
| 2017年 | 蘇迪曼盃                   | 其他       | 混合團體 | －     | 銀牌   |

| 2007-2017年 | 首要超級賽 | 超級賽 | 黃金大獎賽 | 大獎賽 | 國際挑戰賽 | 國際系列賽 | 未來系列賽 | 其他 |

### 世界冠軍頭銜
包宜鑫在羽毛球生涯中共奪得1項羽毛球世界冠軍頭銜。
| 賽事   | 奪冠次數 | 年份               |
| ------ | -------- | ------------------ |
| 尤伯杯 | 1        | 2014年（女子團體） |
| 總計   | 1        |                    |

### 奧運會和世錦賽參賽紀錄
|          | 搭檔   | 2013 | 2014 | 2015 | 2016 | 2017 |
| -------- | ------ | ---- | ---- | ---- | ---- | ---- |
| 女子雙打 | 钟倩欣 | 8強  | －   | －   | －   | －   |
| 女子雙打 | 汤金华 | －   | 32強 | －   | －   | －   |
| 女子雙打 | 于小含 | －   | －   | －   | －   | 8強  |
|          |        |      |      |      |      |      |
| 混合雙打 | 邱子瀚 | 32強 | －   | －   | －   | －   |
| 混合雙打 | 刘成   | －   | 銅牌 | 銀牌 | －   | －   |

## 外部連結
- 包宜鑫的新浪微博